# Sylvie Hernández Huet
Sylvie Hernández Huet (Barcelona, 4 de setembre de 1965) és una exjugadora de voleibol catalana.
Llicenciada en Educació Física per la INEFC, jugà en la posició de rematadora. Competí amb el Club Voleibol Sant Cugat, amb el qual aconseguí la Copa de la Reina el 1981. Dos anys més tard, aconseguí el mateix títol (1983) amb el Club Esportiu Hispano Francès. Posteriorment, jugà a l'Agrupació Cultural i Esportiva Bombers (1985-86) de la Segona Divisió i al Club Voleibol Santa Coloma (1986-87), esssent escollida millor jugadora de la temporada. L'any següent fitxà pel RCD Espanyol, amb el qual jugà durant sis temporades. Juntament amb Cecilia del Risco, formà el pilar principal de l'equip amb el qual guanyà tres Lligues catalanes, dos Lligues espanyoles, dos Copes de la Reina i una Supercopa. Internacional amb la selecció espanyola en més de seixanta ocasions, participà als Campionats d'Europa. Al final de la temporada 1992-93, es retirà de la competició coincidint amb la dissolució de l'equip per problemes econòmics.

## Palmarès
Clubs
- 3 Lligues catalanes de voleibol femenina: 1987-88, 1988-89, 1990-91
- 2 Lligues espanyoles de voleibol femenina: 1987-88, 1990-91
- 4 Copes espanyoles de voleibol femenina: 1980-81, 1982-83, 1989-90, 1991-92
- 1 Supercopa espanyola de voleibol femenina: 1990-91